# Nomada insularis
Nomada insularis là một loài Hymenoptera trong họ Apidae. Loài này được Smith mô tả khoa học năm 1864.